# Đảng cộng sản
Thuật ngữ đảng cộng sản có thể dùng để chỉ bất kỳ đảng nào theo chủ nghĩa cộng sản. Tuy nhiên, quan điểm về đảng cộng sản của Lenin không chỉ bao gồm việc định hướng tư tưởng mà còn một lĩnh vực về các chính sách có tổ chức. Ít nhất theo chủ nghĩa Lenin, đảng cộng sản là đội quân tiên phong của giai cấp công nhân. Các học thuyết của Lenin trên vai trò của đảng cộng sản đã được phát triển khi Đảng Dân chủ Xã hội Nga bị chia rẽ thành Bolshevik và Menshevik. Lenin, người lãnh đạo của phái đa số Bolshevik cho rằng đảng cách mạng nên là sự đan xen chặt chẽ giữa đảng tiên phong có quyền chỉ huy chính trị tập trung hóa với chính sách cán bộ nghiêm ngặt. Trong khi đó phái thiểu số Menshevik cho là đảng nên là phong trào số đông rộng lớn. Cuối cùng, Đảng Bolshevik trở thành Đảng Cộng sản Liên Xô lên nắm quyền ở Nga sau Cách mạng Tháng Mười. Cùng với sự thành lập của Quốc tế Cộng sản, quan điểm Lenin về xây dựng đảng được các đảng cộng sản mới nổi lên trên phạm vi toàn thế giới học hỏi.
Trong 4 nước (gồm Trung Quốc, Cuba, Lào và Việt Nam) đảng cộng sản vẫn còn chiếm giữ vị trí lãnh đạo trong nước. Trong khi đó nhiều đảng cộng sản lại bị cấm từ năm 1991 tại những nước như Estonia, Latvia, Litva cũng như tại Tây Ban Nha, Thụy Sĩ (từ năm 1940), Myanmar, Indonesia (1965), Thái Lan, Iran (1982), Ả Rập Xê Út, Thổ Nhĩ Kỳ, Ai Cập, Hàn Quốc, Ukraina (2015)...

## Cấu trúc của Đảng Cộng sản
Theo lý thuyết chung, đại hội đảng sẽ bầu Hội đồng Trung ương (Ban Chấp hành Trung ương, Ủy ban Trung ương) thực thi nghị quyết của đảng giữa các Đại hội đảng theo nhiệm kỳ. Ban chấp hành Trung ương sẽ bầu một Bộ Chính trị (hoặc Đoàn chủ tịch ủy ban trung ương, tùy theo điều lệ riêng của từng đảng) thay mặt Ban chấp hành Trung ương giải quyết công việc của đảng giữa hai kỳ họp của Ban chấp hành Trung ương. Ban chấp hành Trung ương cũng trực tiếp bầu một Chủ tịch Đảng hoặc Tổng Bí thư. Bộ Chính trị và Ban Bí thư là những cơ quan thường trực để tham mưu về chủ trương, đường lối chính trị, các chính sách... và các hoạt động thường nhật của đảng. Chủ tịch Đảng hoặc Tổng Bí thư là người đứng đầu các bộ máy nói trên. Theo nguyên tắc tập trung dân chủ, Đại hội đại biểu toàn quốc của Đảng cộng sản là cơ quan quyền lực cao nhất của đảng. Ban chấp hành Trung ương được ủy quyền thực hiện chủ trương đường lối, chính sách của đảng giữa hai nhiệm kỳ phải báo cáo công tác với Đại hội đại biểu toàn quốc của đảng và chịu trách nhiệm về việc điều hành các hoạt động đó. Tổng Bí thư, các Ủy viên Bộ Chính trị và các thành viên Ban Bí thư chịu trách nhiệm trước Ban chấp hành Trung ương về các hoạt động của Đảng giữa hai kỳ họp của Ban chấp hành Trung ương.
Hiện nay, chỉ còn một số Đảng Cộng sản vẫn giữ nguyên tắc và cấu trúc này. Một số khác đã từ bỏ cơ chế tập trung dân chủ cùng với việc từ bỏ Chủ nghĩa Marx - Lenin và chuyển thành đảng xã hội dân chủ (theo quan điểm của Đệ Nhị Quốc tế) hoặc đảng theo chủ nghĩa xã hội dân chủ.

## Các tổ chức quần chúng
Khi chính thành viên của đảng cộng sản bị giới hạn bởi các cán bộ tích cực thì sẽ có một nhu cầu cho các mạng lưới các tổ chức riêng rẽ điều động quần chúng ủng hộ cho đảng. Điển hình như, các đảng cộng sản đã xây dựng nhiều tổ chức tiền phong mà thành viên của nó thường mở rộng đến các người không phải cộng sản. Ở nhiều quốc gia, tổ chức tiên phong quan trọng nhất của các đảng cộng sản là tầng lớp thanh niên. Trong suốt thời gian Quốc tế Cộng sản, đoàn thanh niên là tổ chức cộng sản đúng nghĩa, dùng tên là Đoàn Cộng sản Trẻ. Sau đó khái niệm đoàn thanh niên được mở rộng ở nhiều quốc gia và lấy những tên như "Đoàn Thanh niên Dân chủ'". Các tổ chức khác thường liên kết với đảng cộng sản là công đoàn, các tổ chức hội sinh viên, phụ nữ, nông dân và văn hóa. Theo truyền thống, những tổ chức quần chúng này phụ thuộc chính trị vào lãnh đạo chính trị của đảng. Tuy nhiên, trong nhiều trường hợp hiện nay, các tổ chức quần chúng do những người cộng sản thành lập đã giành được sự độc lập ở mức độ nào đó. Trong vài trường hợp, các tổ chức quần chúng dường như tồn tại lâu hơn các đảng cộng sản.
Ở mức độ quốc tế, Quốc tế Cộng sản đã thành lập nhiều tổ chức tiền phong thế giới (liên kết các tổ chức quần chúng quốc gia với nhau), như Quốc tế Thanh niên, Quốc tế Đỏ về Công đoàn Lao động, Quốc tế Nông dân, Quốc tế Cứu tế đỏ, Hiệp hội Đảng Cộng sản Thế giới (Young Communist International, Profintern, Krestintern, International Red Aid, Sportintern), v.v. Sau sự tự giải tán của Quốc tế Cộng sản, các tổ chức trên lần lượt giải thể. Sau Chiến tranh thế giới thứ hai, các hội đồng tương trợ quốc tế mới được thành lập như Liên đoàn Thế giới về Thanh niên Dân chủ, Liên minh Quốc tế Sinh viên, Liên đoàn Thế giới Công đoàn, Liên đoàn Dân chủ Quốc tế Phụ nữ và Hội đồng Hòa bình Thế giới. (World Federation of Democratic Youth, International Union of Students, World Federation of Trade Unions, Womens International Democratic Federation, World Peace Council).

## Các cuộc nổi dậy của Đảng Cộng sản
Các cuộc nổi dậy đình công của nông dân, công nhân, trí thức, sinh viên, học sinh đã nổ ra do Liên Xô, Trung Quốc, Cuba hậu thuẫn các Đảng Cộng sản ở các nước chống cộng sản. Từ các cuộc đình công, bãi công, biểu tình thì dân trở thành các đấu tranh bằng vũ trang bởi các lực lượng du kích dân quân địa phương. Các cuộc nổi dậy có thể xảy ra trước và sau chiến tranh lạnh. Một vài trường hợp các cuộc nổi dậy xảy ra bởi nhiều lý do khác và thời gian khác không nằm trong cuộc chiến tranh lạnh.
- Cuộc nổi dậy Spartacus
- Nổi dậy cộng sản Sarawak
- Nổi dậy cộng sản Malaysia (1968-1989)
- Xô Viết Nghệ Tĩnh

## Đặt tên
Hệ thống đặt tên chung của các đảng cộng sản được Quốc tế cộng sản đặt. Tất cả các đảng được yêu cầu sử dụng tên "Đảng Cộng sản + (tên quốc gia)". Ngày nay, có nhiều trường hợp là bộ phận của Quốc tế Cộng sản vẫn còn giữ những tên theo quy luật đó. Các trường hợp còn lại, tên đặt đã thay đổi. Nguyên nhân dẫn đến sự thay đổi tên đó hoặc là phong trào để tránh sự đàn áp trong nước hoặc là biện pháp để biểu thị sự kêu gọi chính trị rộng lớn hơn. Một ví dụ điển hình của nguyên nhân sau là việc đổi tên của nhiều đảng cộng sản Đông Âu sau Thế chiến thứ II để dàn cảnh rằng sự hòa nhập của đảng Dân chủ đã xuất hiện. Các tên mới ở thời kỳ hậu chiến gồm có "Đảng Xã hội", "Đảng Thống nhất Xã hội", "Đảng Nhân dân", "Đảng Công nhân" và "Đảng Lao động".
Quy ước đặt tên của các đảng cộng sản thay đổi nhiều hơn khi phong trào cộng sản quốc tế tan vỡ vì sự chia rẽ Trung-Xô vào thập niên 1960.
Những ai đứng về phía Trung Quốc hoặc phía Albania trong việc chỉ trích lãnh đạo Xô viết, thường thêm các từ như "Cách mạng" hoặc "Chủ nghĩa Marx -Lenin" để phân biệt họ với các đảng ủng hộ Xô viết.